# Fante di Quadri

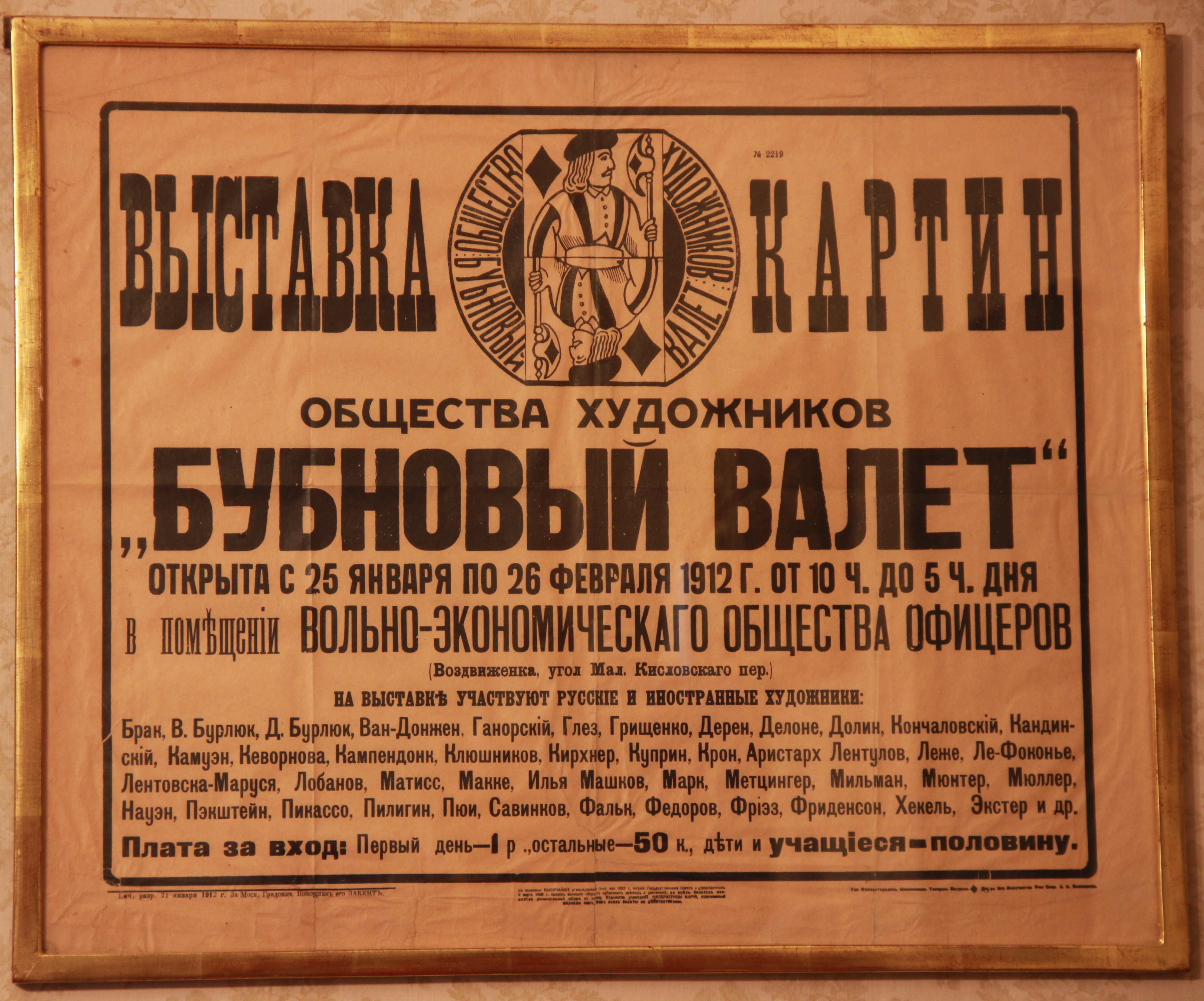
Mostra del Fante di Quadri del 1912

Il Fante di Quadri (in russo Бубновый валет?, Bubnovyj valet) è stato un gruppo di pittori dell'avanguardia russa attivo dal 1910 al 1917 a Mosca. Tra i suoi fondatori vi furono Michail Fëdorovič Larionov, Natal'ja Sergeevna Gončarova, Aristarch Vasil'evič Lentulov, Pëtr Petrovič Končalovskij (presidente), Il'ja Ivanovič Maškov (segretario), Aleksandr Vasil'evič Kuprin (tesoriere), Robert Rafailovič Fal'k, Vasilij Vasil'evič Roždestvenskij e Aleksandr Aleksandrovič Osmёrkin.

## Storia

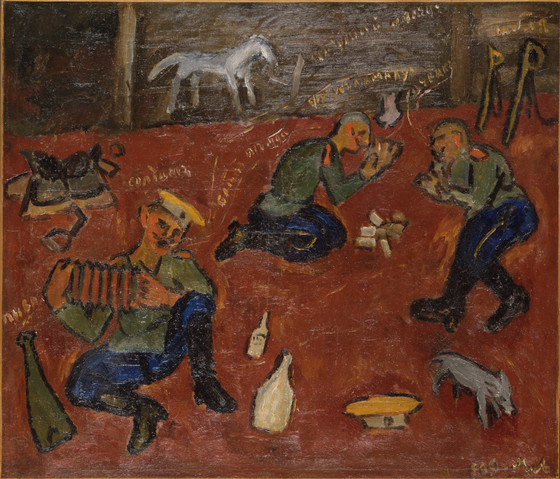
Soldati di Michail Fëdorovič Larionov (1910), Los Angeles County Museum of Art

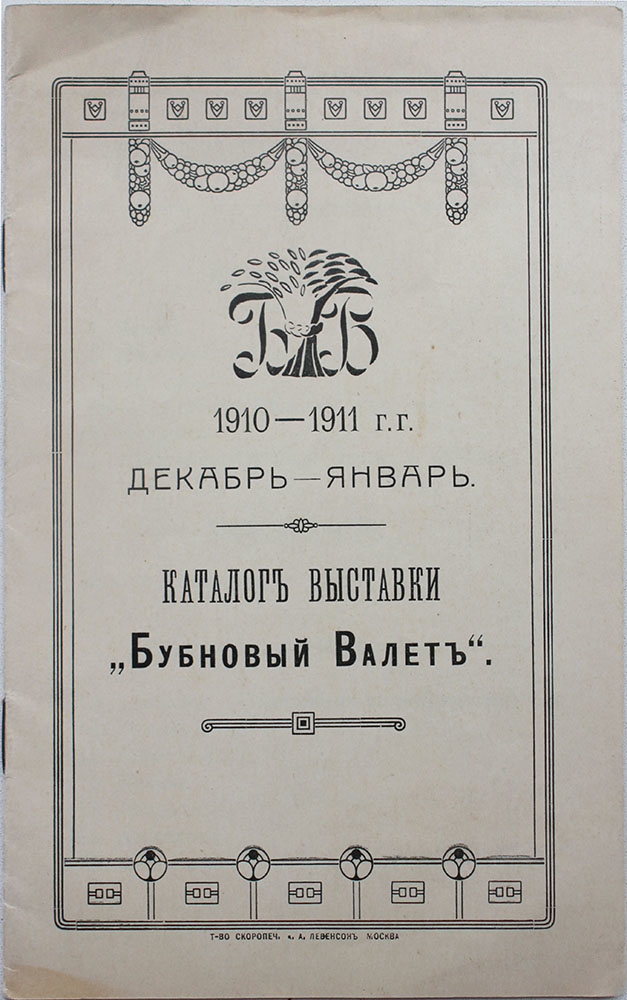
Catalogo della mostra del Fante di Quadri, 1910

Il gruppo venne fondato da giovani artisti sperimentali che non si riconoscevano più nelle correnti già esistenti in Russia. Il nome Fante di Quadri venne scelto da Larionov in quanto era simbolo del comportamento malizioso dell'avanguardia e dell'amore per le forme d'arte grafica popolare, come le vecchie carte da gioco stampate. Altri artisti che frequentarono regolarmente il gruppo furono Aleksandra Aleksandrovna Ėkster e i fratelli David e Vladimir Davidovič Burljuk.
La prima mostra del Fante di Quadri si tenne a Mosca nel 1910 e vide la partecipazione di artisti stranieri come Albert Gleizes, Henri Le Fauconnier e membri della Neue Künstlervereinigung München come Kandinskij, Gabriele Münter e Alexej von Jawlensky. Le opere di Larionov e di Gončarova esposte in questa mostra si ispiravano particolarmente al genere del lubok, un tipo di stampa popolare russa. In particolare, il quadro Soldati di Larionov (1910, Los Angeles County Museum of Art) destò un grande scandalo per via delle oscenità scarabocchiate sulla tela.
L'anno successivo Larionov e Gončarova abbandonarono il Fante di Quadri per fondare La coda dell'asino. La motivazione principale della scissione era che il gruppo dipendesse troppo dai modelli occidentali a discapito della tradizione russa, idea condivisa anche da altri artisti che si dissociarono dal gruppo come Kazimir Malevič. Ciò nonostante, il Fante di Quadri attirò nuovi giovani e i suoi leader divennero Fal'k, Lentulov, Končalovskij, Maškov e Kuprin. Le mostre successive tenutesi tra il 1912 e il 1914 videro la partecipazione di molti artisti francesi e tedeschi. Vi erano fauvisti come Matisse, Derain, Kees van Dongen e Maurice de Vlaminck, ma anche cubisti come Robert Delaunay, Gleizes, Le Fauconnier, Léger, Braque e Picasso.
Il Fante di Quadri si ispirò particolarmente alle tendenze del Die Brücke e del Der Blaue Reiter: i soggetti principali divennero le nature morte a discapito dei ritratti, i colori si fecero più vivaci e le figure si avvicinavano a quelle del cubismo. Le giovani Nadežda Udal'cova e Ljubov' Sergeevna Popova, che a Parigi erano state allieve di Le Fauconnier e di Jean Metzinger, produssero opere chiaramente cubiste.
La mostra del 1916 vide la partecipazione di molti artisti di San Pietroburgo, come Natan Isaevič Al'tman, Ivan Puni e Ol'ga Vladimirovna Rozanova, che esposero diverse opere definite Composizioni non oggettive. Vennero esposti anche circa 70 dipinti suprematisti di Malevič e dell'amico Ivan Kljun.
Il Fante di Quadri cessò di esistere nel 1917, dopo la sua ultima mostra.

## Galleria d'immagini

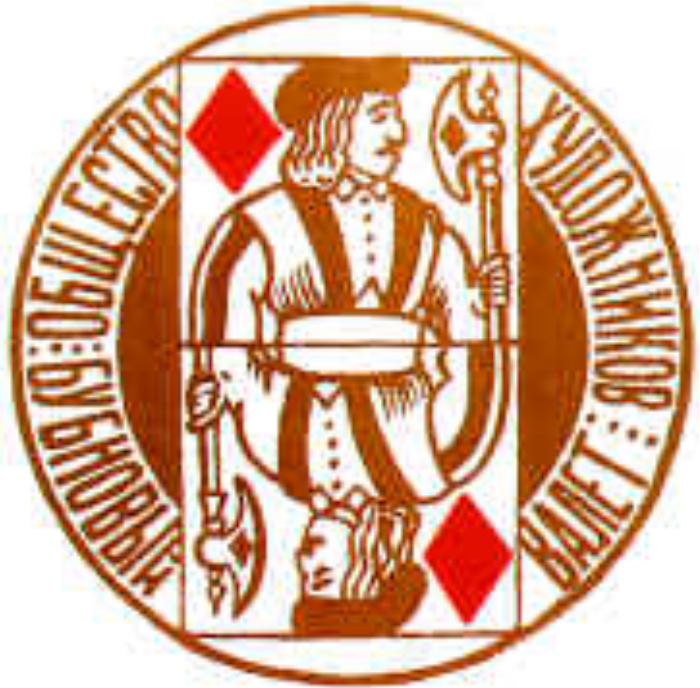
Logo del Fante di Quadri disegnato da Aleksej Alekseevič Morgunov
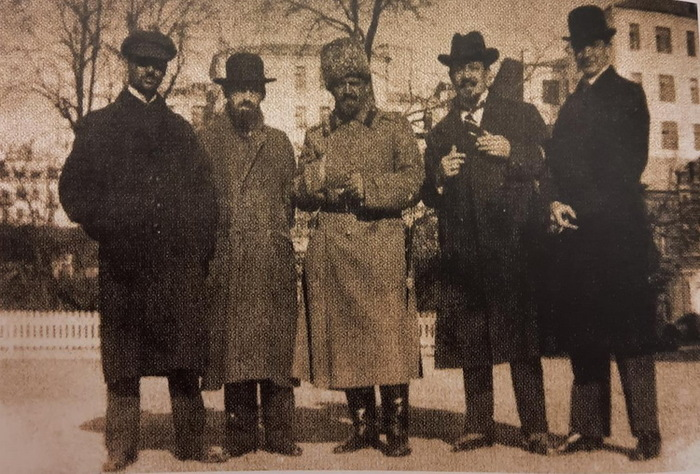
Robert Rafailovič Fal'k, Aleksandr Vasil'evič Kuprin, Vasilij Roždestvenskij e Pëtr Petrovič Končalovskij, anno 1914
Vasilij Roždestvenskij, Aristarch Lentulov, Pëtr Končalovskij, Aleksandr Kuprin, Il'ja Maškov, Aleksandr Osmerkin, anno 1941
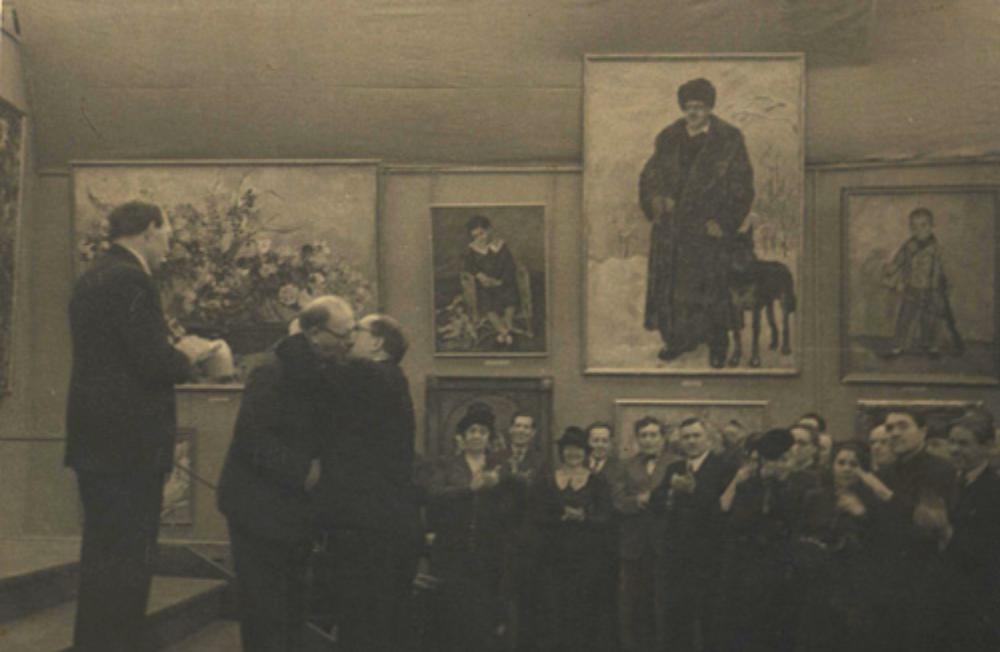
Maškov si congratula con Končalovskij per la sua mostra, 1941
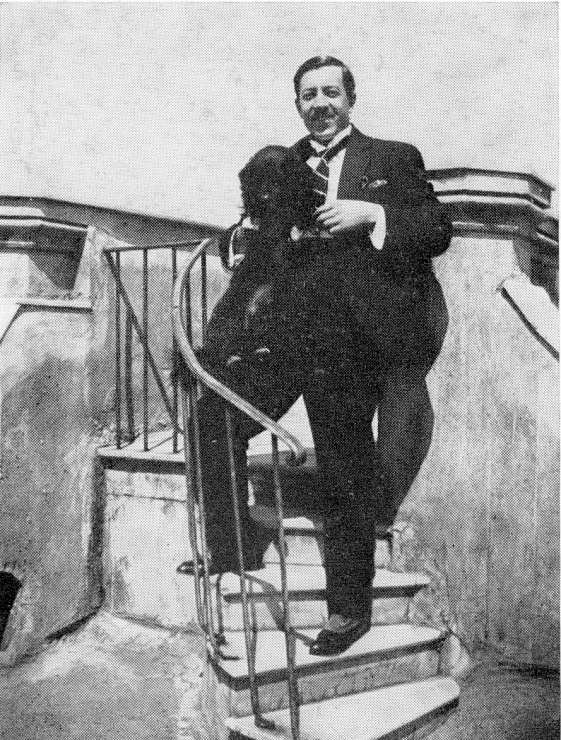
Il'ja Maškov nel suo studio sulla via Mjasnickaja a Mosca
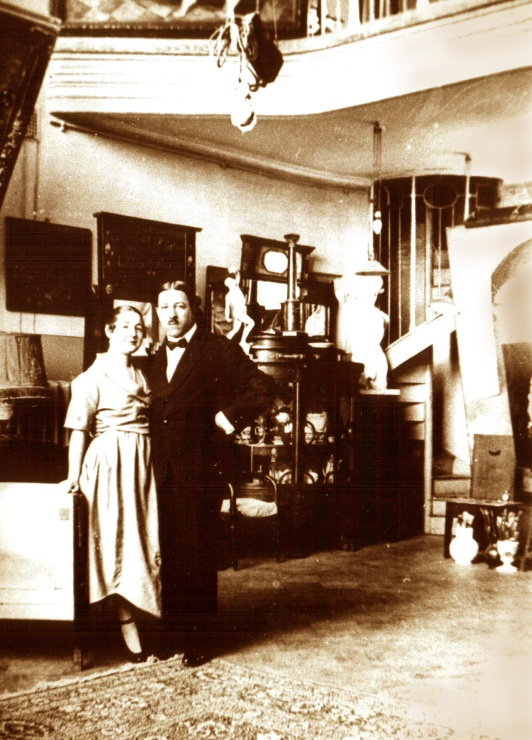
Il'ja Maškov con la moglie nel suo laboratorio
Kuprin suona l'organo nel suo laboratorio